# توتال ريكول (فلم 1990)
توتال ريكول  (بالإنجليزية: Total Recall) هو فيلم حركة تم إنتاجه في الولايات المتحدة وصدر في سنة 1990. من بطولة أرنولد شوارزنيجر وراشيل تكوتين وشارون ستون.

## القصة
عندما يذهب الرجل للذكريات عطلة افتراضية من كوكب المريخ، وهي سلسلة غير متوقعة ومروعة من الأحداث يجبره على الذهاب إلى كوكب حقيقية، ومواقف تحدث معه في كوكب الأرض

## الميزانية والإيرادات
بلغت تكلفة إنتاج الفيلم حوالي 50–60 مليون دولار بينما حقق أرباحا تقدر بـ 261,299,840 دولار.

## وصلات خارجية
- مقالات تستعمل روابط فنية بلا صلة مع ويكي بيانات